# PLGA

## Histórico e Síntese
PLGA ou poli(ácido lático-co-ácido glicólico) é um copolímero utilizado em uma variedade de dispositivos terapêuticos aprovados pela Administração de Drogas e Alimentos (o FDA) devido a sua alta taxa de biodegradabilidade e biocompatibilidade. O PLGA foi primeiramente sintetizado na década de 70, devido a necessidade de equilbrar as propriedades físicas e químicas de biopolímero. Já que o PLGA é sintetizado pela co-polimerização de abertura de anel de dois diferentes monômeros, os dímeros cíclicos (1,4-dioxano-2,5-diona) de ácido glicólico e ácido láctico, ele possibilita a modificações de características como resistência mecânica e taxa de dregadação pela composição de seus monômeros originais (PLA e PGA). Os polímeros podem ser sintetizados como copolímeros aleatório ou de blocos, conferindo propriedades adicionais ao polímero. Catalisadores comuns para a preparação deste polímero incluem 2-etilexanoato de estanho (II), alcóxidos de estanho(II), ou isopropóxido de alumínio. Durante a polimerização, as unidades monoméricas sucessivas (unidades de ácido glicólico ou ácido láctico) são ligadas ao PLGA por ligações éster, produzindo então um poliéster alifático linear como produto.

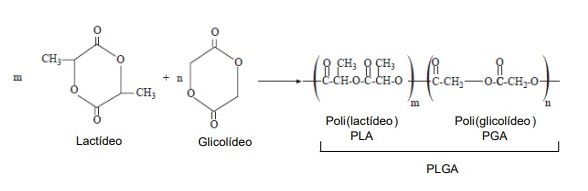
Síntese do PLGA

Dependendo da proporção de lactídeo para glicolido utilizados na polimerização, diferentes formas de PLGA podem ser obtidas: estas são normalmente identificados em relação à proporção molar dos monômeros utilizados (e.g. PLGA 75:25 identifica um copolímero cuja composição é de 75% de ácido lático e 25% de ácido glicólico). A cristalinidade do PLGAs irá variar de totalmente amorfo a totalmente cristalina dependendo da estrutura do bloco e razão molar. PLGAs normalmente têm uma temperatura de transição vítrea na faixa de 40 a 60 °C. O PLGA pode ser dissolvido por uma ampla gama de solventes, dependendo da sua composição. Polímeros com alta razão de lactídeos podem ser dissolvidos em solventes clorados, enquanto que polímeros com alta razão de glicotídeos exigem o uso de solventes fluorados, como HFIP.
O PLGA degrada por hidrólise de suas ligações éster na presença de água. Tem sido demonstrado que o tempo necessário para a degradação de PLGA está relacionado com a proporção de monômeros utilizados na produção: quanto maior o conteúdo de unidades glicolido, menor o tempo necessário para a degradação em comparação com materiais predominantemente lactideos. Uma exceção a esta regra é o copolímero com proporção 50:50, que apresenta o menor tempo de degradação (cerca de dois meses). Além disso, polímeros com terminações ésteres (ao contrério do ácido carboxílico livre) demonstram maior tempo de meia-vida da degradação.

## Características
O PLGA é um polímero relativamente hidrofóbico, instável em condições úmidas e biodegradável a subprodutos atóxicos (ácido lático, ácido glicólico, dióxido de carbono e água). Por ser um copolímero, suas caracteríticas físico-químicas são denotadas pela compisição e razão dos seus monômeros originais, como já observado anteriormente, com a degradaçaõ do polímero. A hidrofilicidade e a lipofilicidade como carcterísticas interferidas pela propoção dos componentes o PGA. PLA é mais hidrofóbico que o PGA, assim, o PLGA torna-se mais hidrofóbico quando há uma presença maior do lactídeo e absorvem menos água e degradam mais lentamente.
Essas relações não são lineares, logo, as midanças das características do PLGA não são proporcionais a adição ou redução de um dos monômeros.
A Transição Vítrea(Tg), assim como as outras características, varia de acordo com a proporção, porém em sua fórmula mais comum (75:25), o valor da Tg varia de 35º- 45 °C.

## Aplicações
PLGA tem sido bem sucedido como um polímero biodegradável, porque ele hidrolisa no corpo para produzir os monômeros originais, ácido láctico e ácido glicólico. Estes dois monômeros, sob condições fisiológicas normais, são subprodutos de várias vias metabólicas no corpo. Desde que o corpo efetivamente lide com os dois monômeros, há uma toxicidade sistêmica mínima associada com o uso de PLGA aplicado como administrador de fármaco ou como biomaterial. Além disso, a possibilidade de adequar o tempo de degradação do polímero alterando a proporção dos monômeros utilizados durante a síntese transformou o PLGA em uma escolha comum na produção de uma variedade de dispositivos biomédicos, tais como, enxertos, suturas, implantes, dispositivos protéticos, filmes cirúrgicos selantes, micro e nanopartículas. Exemplos específicos de uso incluem:
- sucesso na administração de amoxicilina para o tratamento da listeriose (tratamento da infecção por Listeria monocytogenes).
- controle de veneno de abelha encapsulado para uso em imunoterapia: A característica hidrofóbica do PLGA ajuda dificultar a agregação da proteína do veneno, redizundo o número de injeções do medicamento para um mesmo efeito imuniológico.[7][8]
- uso na Engenharia de Tecidos, como agente de substituição e regeneração óssea, sendo misturado com cerâmica e vidro bioativo para melhorar a taxa de degradação e a exposição do organismo a partículas maléficas.[9]
- um dispositivo de administração de fármaco utilizando PLGA e comercialmente disponível é o Lupron Depot para o tratamento de câncer de próstata avançado.
- administração profilática do antibiótico vancomicina para o sistema nervoso central , quando aplicado à superfície do cérebro após uma cirurgia no cérebro[10]